# Kärevere, Järvamaa
Kärevere är en ort i Estland. Den ligger i Türi kommun och landskapet Järvamaa, i den centrala delen av landet, 90 km sydost om huvudstaden Tallinn. Kärevere ligger 65 meter över havet och antalet invånare är 124.
Terrängen runt Kärevere är mycket platt. Runt Kärevere är det ganska tätbefolkat, med 129 invånare per kvadratkilometer. Närmaste större samhälle är Paide, 18,3 km norr om Kärevere. Omgivningarna runt Kärevere är en mosaik av jordbruksmark och naturlig växtlighet.